# Операция в Кодорском ущелье (2008)
Опера́ция в Кодо́рском уще́лье (груз. კოდორის ბრძოლა) — военная операция российских и абхазских войск по овладению верхней частью Кодорского ущелья в ходе войны 2008 года.
На начало августа 2008 года верхняя часть Кодорского ущелья оставалась единственной территорией Абхазии под контролем центральных властей Грузии. По словам генерала Шаманова, 10 августа в ходе боёв на южноосетинском фронте у российских войск сложилась тяжёлая обстановка и нужно было оттянуть часть грузинских войск на запад. Грузинская сторона, к тому времени втянувшая значительную часть своих сил в захват Цхинвали, решила перебросить все имеющиеся силы к Тбилиси. В результате к 12 августа 2008 года Кодорское ущелье без боёв перешло под контроль абхазских вооружённых сил.

## Ход боевых действий

### 8 августа
На фоне атаки грузинской армии на Цхинвали российское руководство приняло решение начать войсковую операцию, применяя войсковые группировки в Южной Осетии и в Абхазии. Абхазская группировка развернулась на основе 7-й гв. десантно-штурмовой дивизии (Новороссийск) и батальонной тактической группы 31-й гв. отдельной десантно-штурмовой бригады. В самой Абхазии находились только три батальона российских миротворцев и их резерв — батальонная тактическая группа (БТГр) ВДВ. В Новороссийске спешно начата погрузка десантников на корабли Черноморского флота — ей руководил командир Новороссийской военно-морской базы вице-адмирал Сергей Меняйло. Остальные части поднялись по тревоге и готовились к переброске.

### 9 августа
В 4:30 утра большие десантные корабли «Саратов» и «Цезарь Куников» в сопровождении кораблей охранения вышли в море и взяли курс на Сухуми. В 12:00 на докладе первого заместителя министра обороны генерал-полковника Александра Колмакова и командующего Воздушно-десантными войсками генерал-лейтенанта Валерия Евтуховича начальнику Генерального штаба ВС Российской Федерации генералу армии Николаю Макарову последним поставлена боевая задача: в течение суток развернуть группировку, войти в Зугдидский район Грузии, оттянуть силы противника от Цхинвали, не допустить подхода к Южной Осетии его резервов из Сенаки и Поти, блокировать и разоружить все находящиеся в Зугдидском районе вооружённые формирования, наращивая в последующем усилия в направлении Кутаиси.
В 13:00 министр обороны РФ Анатолий Сердюков по телефону отдал приказ генерал-лейтенанту Владимиру Шаманову возглавить группировку российских войск в Абхазии. В тот же день Шаманов прибыл в Адлер, оттуда — в Сухуми.
При подходе российского морского конвоя к берегам Абхазии произошёл морской бой с атаковавшими его пятью грузинскими ракетными катерами, один из которых потоплен противокорабельной ракетой. Ночью большие десантные корабли в районе Сухуми высадили батальонную тактическую группу ВДВ и вновь вышли в море, заняв позиции для прикрытия от ударов грузинских ВМС. Ночью на аэродром Бабушары прибыли первые самолёты транспортной авиации из Ульяновска с десантниками 31-й бригады на борту.

### 10 августа
К полудню две батальонные тактические группы (командиры — подполковник Сергей Рыбалко и подполковник Александр Вишнивецкий) совершили марш и сосредоточились в исходном районе в граничащем с грузинским краем Самегрело-Верхняя Сванетия Ткварчельском районе Абхазии. К 15:00 туда же прибывает Шаманов. Вооружённые силы Абхазии подтягивают к грузинской границе танковую и артиллерийскую части (8 танков и 6 122-мм гаубиц Д-30), чтобы обеспечить оборону по пограничной реке Ингури. Российские войска приступили к боевым действиям в абхазском регионе: штурмовая и бомбардировочная авиация нанесла авиационные удары по аэродрому в Сенаки и объектам военной инфраструктуры по побережью. Ударом с воздуха уничтожена грузинская батарея РСЗО «Град» в районе границы. Грузинская система ПВО подавлена действующими вдоль абхазо-грузинской границы вертолётами — постановщиками помех. Российские генералы — заместитель командующего группировкой (до операции — командующий КСПМ) генерал-майор Сергей Чабан и заместитель командующего ВДВ генерал-майор Евгений Устинов — начали переговоры с грузинскими силовиками на предмет беспрепятственного прохода российских войск. Начальник Генерального штаба уточнил боевую задачу Шаманову — вести наступление в направлении Сенаки и Кутаиси против 2-й и 3-й мотопехотных бригад грузинской армии с привлечением части сил группировки на закрытие Кодорского ущелья со стороны Грузии. С наступлением темноты БТГр подполковника Вишнивецкого пересекла мост через реку Ингури на абхазо-грузинской границе и начала марш в направлении горы Урта. С наступлением темноты имел место второй морской бой с грузинскими катерами. Обнаружив приближение трёх быстроходных целей, стоящий на рейде у Очамчиры малый противолодочный корабль «Суздалец» уничтожает одну из них двумя ракетами.

### 11 августа
Ночью в Очамчиру прибывала по железной дороге полковая тактическая группа 247-го полка ВДВ из Ставрополя. В 7:00 генерал-майор Чабан предъявил грузинской стороне ультиматум Шаманова, предполагающий с 10:00 до 14:00 разоружение всех грузинских силовиков. В 6:00 БТГр подполковника Вишнивецкого достигла горы Урта без сопротивления со стороны противника. В 9:00 получен приказ разоружить дислоцирующуюся в Сенаки 2-ю мотопехотную бригаду грузинской армии. К 15:00 БТГр Вишнивецкого достигла Сенаки, заняла оборону в районе находящегося на его окраине брошенного завода. К 17:00 в район Сенаки подошла вторая БТГр 108-го полка ВДВ подполковника Сергея Рыбалко. Днём в районе Поти высажен демонстративный морской десант в составе одной десантно-штурмовой роты. При этом по кораблям открывала огонь замаскированная батарея береговой артиллерии Грузии, уничтоженная ответным ракетным ударом с кораблей.
В результате в Сенаки и Поти возникла паника. Грузинские мотопехотные бригады отступили, бросив вооружение, военные объекты, технику, штабные документы и знамёна. Оба города перешли под контроль российских войск. Авиация российской группировки весь день бомбила предполагаемые опорные пункты и грузинские базы в Кодорском ущелье. Была подготовлена десантная операция по его занятию силами абхазских формирований.

### 12 августа
К началу дня российские войска в Поти и Сенаки были готовы как развивать наступление в направлении Кутаиси, так и отражать атаки грузинских танков оттуда. Поскольку не произошло ни того, ни другого, части укрепляли оборону, приводили себя в порядок, занимались сбором брошенного вооружения. По линии разведки трижды была получена информация о готовящихся танковых атаках противника со стороны Поти и Кутаиси, но вместо этого грузинские войска были переброшены в Тбилиси.
В районе Кодорского ущелья с 10:00 до 14:00 был высажен вертолётный десант абхазских резервистов (260 человек на 4-х вертолётах Ми-8). Имели место отдельные боевые столкновения. В 4:00 БТГр 247-го полка ВДВ начала марш на Хаиши и к вечеру взяла под контроль вход в Кодорское ущелье со стороны Грузии. Находящиеся в ущелье грузинские воинские части были полностью деморализованы. Вывозом грузинских военных из ущелья на территорию Грузии, по свидетельству российских военных, занимались служащие миссии ООН (ими вывезено более 2 тысяч грузинских военных).
Вечером получен приказ о прекращении военных действий в связи с достижением поставленных целей.

## Результаты военной операции
В ходе операции российских и абхазских войск вся территория Абхазии полностью очищена от грузинских войск и перешла под абхазский контроль. Позднее Россия признала независимость Абхазии.
Российскими войсками в Западной Грузии и в Кодорском ущелье захвачены значительные трофеи и арсеналы брошенного оружия. В их числе 2 штурмовика Су-25, два вертолёта Ми-24В, 10 танков Т-72Б, до сорока единиц другой бронетехники включая БМП, БТР, пять легких боевых кораблей, до 20 десантных катеров, 2 ЗРК «Бук», более 1000 ПТУР «Штурм», свыше 5000 единиц автоматического стрелкового оружия включая винтовки США M4 и советские АК, большое количество боеприпасов, горюче-смазочных материалов, оборудования военного назначения. Часть трофеев уничтожена на месте, остальное вывезено на российскую территорию для исследования.
По официальным данным, подразделения российской армии потерь не имели. Абхазские формирования потеряли 1 человека убитым и 2 — ранеными. По информации одного из грузинских блогеров, во второй половине дня 9 августа на подступах к Кодорскому ущелью подразделениями Грузии было отражено две атаки противника, при этом погибло 9 абхазских и 7 российских военнослужащих. Грузинские войска потеряли 2 человек убитыми в Кодорском ущелье, в остальных боевых действиях на суше потерь не имели, на потопленных катерах погибли несколько человек.